# Clause pénale en droit québécois
En droit québécois, la clause pénale est décrite aux articles 1622 à 1625 du Code civil du Québec. Elle est notamment définie de manière précise à l'article 1622 C.c.Q. : 

« La clause pénale est celle par laquelle les parties évaluent par anticipation les dommages-intérêts en stipulant que le débiteur se soumettra à une peine au cas où il n’exécuterait pas son obligation.
Elle donne au créancier le droit de se prévaloir de cette clause au lieu de poursuivre, dans les cas qui le permettent, l’exécution en nature de l’obligation; mais il ne peut en aucun cas demander en même temps l’exécution et la peine, à moins que celle-ci n’ait été stipulée que pour le seul retard dans l’exécution de l’obligation. »

En vertu de l'art.  1623 (1) C.c.Q., un créancier peut se prévaloir de cette clause pénale sans avoir à prouver le préjudice subi.
Dans l'arrêt Walker c. Norcan Aluminium inc., le juge Pierre Dalphond conclut  en se fondant sur l'art. 1623 C.c.Q. que « la clause pénale par laquelle les parties prévoient les modalités de fin d'emploi n'engendre pas l'obligation pour l'employé de mitiger ses dommages ».